# Wilhelm Karl von Haidinger
Wilhelm Karl Ritter von Haidinger (o Wilhelm von Haidinger) (5 de febrer de 1795 - 19 de març de 1871) va ser un mineralogista, geòleg i físic austríac. Va descobrir el fenomen òptic associat a l'aparença cromàtica dels cristalls denominat pleocroisme.

## Biografia
Haidinger va néixer a Viena. El seu pare, Karl Haidinger, va contribuir al desenvolupament de la ciència mineralógica durant la segona meitat del segle XVIII. Havent estudiat a l'Escola Normal de Santa Ana, i assistit a classes a la universitat, Wilhelm, a l'edat de disset anys, va ser reclamat com a ajudant pel professor Friedrich Mohs (1773-1839) per treballar en el Museu Universal Joanneum de Graz, i cinc anys més tard, el va acompanyar a Freiberg, Saxònia, en la transferència dels seus treballs a l'Acadèmia de la Mineria d'aquesta ciutat.
L'any 1822 Haidinger va visitar França i Anglaterra amb el comte Breunner, decidint posteriorment instal·lar-se a la ciutat d'Edimburg. Allí traduï a l'anglès, amb l'afegit d'aportacions pròpies, l'obra Grundriss Mohs der Mineralogie, publicada a Edimburg en tres volums, sota el títol de Tractat de Mineralogia (1825). Després d'un recorregut pel nord d'Europa, inclosos els districtes miners escandinaus, va assumir la direcció científica de la fàbrica de porcellana d'Elbogen pertanyent als seus germans.
L'any 1840 va ser nomenat conseller de mines a Viena, tot reemplaçant al professor Mohs, un càrrec que incloïa el de conservador del Gabinet Imperial de Minerals. Es va dedicar a la reorganització i l'enriquiment de les col·leccions, convertint el museu en el millor d'Europa. Poc després de 1843, Haidinger va començar una sèrie de conferències sobre mineralogia, que serien publicades amb el títol Handbuch der bestimmenden Mineralogie (Viena, 1845; tables, 1846).
Després de la creació de l'Institut Geològic Imperial, va ser nomenat el seu director en 1849, important càrrec que va ocupar durant disset anys. Va ser triat membre del Consell Imperial d'Agricultura i Mines, i membre de l'Acadèmia Imperial de Ciències de Viena. També va contribuir a l'organització de la societat Naturwissenschaften der Freunde.
Com a físic altament qualificat, Haidinger va ser un dels promotors més actius dels avanços científics a Àustria. Va ser el primer a observar el fenomen òptic actualment denominat raspall de Haidinger, relatiu a la capacitat de moltes persones de percebre la polarització de la llum en forma de taques difuses. Així mateix, com a part de les seves recerques va estudiar el comportament òptic dels minerals, la qual cosa el va conduir al descobriment del pleocroisme.
Va rebre el títol de cavaller l'any 1865 i, l'any següent, es va retirar a la seva finca de Dornbach prop de Viena, on va morir el 19 de març de 1871.

## Algunes publicacions
- Treatise on Mineralogy, 3 v. Edinburgh, 1825 (traducció revisada de Mohs Grundriss der Mineralogie)
- Anfangsgründe der Mineralogie, 1829
- Über dónes direkte Erkennen des polarisierten Lichts. Poggendorfs Annalen, v. 63, 1844, p. 29–39
- Handbuch der bestimmenden Mineralogie, 1845 o. 1865
- Die Aufgabe des Sommers 1850 für die k.k. geologische Reichsanstalt in der geologischen Durchforschung des Landes. In: Jahrbuch der k.k.geologischen Reichsanstalt, Jg. 1 (1850) Viena, p. 6-16
- Bericht über die geognostische Übersichts-Karte der österreichischen Monarchie, 1845
- Naturwissenschaftliche Abhandlungen der Freunde der Naturwissenschaft, 4 v. 1847–50 (ed.)
- Berichte über die Mitteilungen von Freunden der Naturwissenschaft in Wien der Freunde der Naturwissenschaft, 7 v. 1847–52 (ed.)
- Physique du globe : mémoire sur les relations qui existent entre les étoiles filantes, les bolides et les essaims de météorites, 1864

## Eponímia
- El raspall de Haidinger, un fenomen òptic relacionat amb la percepció de la llum polaritzada en l'ull humà.
- El cràter lunar Haidinger porta aquest nom en la seva memòria.